# Taeniopteryx caucasica
Taeniopteryx caucasica is een steenvlieg uit de familie vroege steenvliegen (Taeniopterygidae). De wetenschappelijke naam van de soort is voor het eerst geldig gepubliceerd in 1981 door Zhiltzova.